# Way Out West (1937)
Way Out West is een avondvullende speelfilm van Laurel en Hardy uit 1937.

## Verhaal
Stan en Ollie moeten een kostbaar erfstuk overhandigen aan Mary Roberts, die zij niet kennen. De hebberige saloonbaas, gespeeld door James Finlayson, weet het erfstuk van hen af te troggelen doordat zijn vriendin Lola zich voordoet als Mary Roberts. Stan en Ollie komen toch achter de waarheid en samen met de echte Mary Roberts weten ze het erfstuk terug te krijgen.

## Rolverdeling
| Acteur          | Personage        |
| --------------- | ---------------- |
| Stan Laurel     | Stanley          |
| Oliver Hardy    | Ollie            |
| Sharon Lynn     | Lola Marcel      |
| James Finlayson | Mickey Finn      |
| Rosina Lawrence | Mary Roberts     |
| Stanley Fields  | Sheriff          |
| Vivien Oakland  | Sheriff's vrouw  |
| The Avalon Boys | zichzelf         |
| Dinah the mule  | zichzelf         |
| Harry Bernard   | etende man       |
| Flora Finch     | Maw              |
| Mary Gordon     | kok              |
| Jack Hill       | Finn's werkgever |
| Sam Lufkin      | bagagehandelaar  |
| Fred Toones     | conciËrge        |
| May Wallace     | kok              |
| James C. Morton | barman           |

## Citaten
- Lola: "Vertel me over mijn arme vader, is hij echt overleden?"
- Stan: "Ik hoop van wel. Ze hebben hem namelijk al begraven."